# Гай Юлій Солін
Гай Юлій Солін (лат. Gaius Iulius Solinus, III ст. ) — давньоримський письменник-антиквар та граматик часів пізньої Римської імперії.

## Життя та творчість
Про походження Соліна немає жодних відомостей. Відомий завдяки своїй латиномовному твору «Про гідне пам'яті» (Collectanea rerum memorabilium), інша назва «Дива світу». Це антикварна праця в галузі географії, головним чином оснований на географічних творах Помпонія Мели, Плінія Старшого, і незбережених антикварних працях Светонія.
Солін переписував зі своїх джерел цілі уривки тексту, вибираючи насамперед різні дива. Автор починає свій твір, викладаючи його історію до часів Августа, а потім по черзі дає опис Італії, Геллеспонта, Понта, потім переходить до опису Германії (римських провінцій та земель з германськими племенами за межами Римської імперії), Галлії, Британії та Іспанії, далі — Африки, Малої Азії, арабських земель, Парфії, закінчує Індією.
У творі присутні безліч фактологічних помилок. Стиль не наділений літературними якостями. Це твір був надзвичайно популярним на заході античності і в Середньовіччя. У Соліна вперше з'являється термін Середземне море (Mare Mediterraneum).